# HBO Go
HBO GO – nieistniejący polski internetowy serwis wideo na życzenie, oferujący dostęp do filmów, seriali oraz programów z oferty kanałów HBO i Cinemax.
Serwis przeznaczony był do użytku tylko na terenie Unii Europejskiej i wymagał łącza szerokopasmowego. Optymalną jakość serwisu zapewniało łącze o prędkości co najmniej 2 Mb/s. Odbiór treści serwisu na urządzeniach przenośnych wymagał połączenia wi-fi lub 3G. Aplikacja dostępna była także w wybranych telewizorach Smart TV oraz na konsolach (m.in. PlayStation 3). Dostępna była również w dekoderach platform cyfrowych Cyfrowy Polsat (Mini HD 2000, HD 3000, HD 5000, HD 5500s, HD 6000, EVOBOX PVR, EVOBOX LITE, EVOBOX HD oraz PVR HD 7000) oraz nc+ (wszystkie dekodery).
Polska była drugim państwem po Stanach Zjednoczonych (znana pod nazwą HBO NOW), w którym usługa została uruchomiona. Serwis HBO GO początkowo dostępny był tylko dla abonentów operatorów satelitarnych, kablowych i IPTV oferujących telewizję cyfrową, mających wykupiony dostęp do pakietu kanałów HBO. Pierwszym operatorem, który umożliwił swoim abonentom dostęp do serwisu, była telewizja kablowa Inea. Wysokość abonamentu za usługę była zależna od operatora (w pakiecie z pozostałymi kanałami telewizyjnymi stacji HBO). 
Od 26 marca 2018 można było wykupić dostęp bezpośrednio w serwisie.
W Polsce obok serwisu internetowego HBO oferowało także dostęp do bliźniaczego serwisu – HBO On Demand (HBO OD), zawierającego dostęp do biblioteki filmów i programów na żądanie, lecz dostępnych poprzez dekoder telewizji cyfrowej.
Serwis oferował dostęp do najnowszych produkcji HBO i największych wytwórni filmowych (filmy dokumentalne, seriale, programy rozrywkowe). Niektóre programy były dostępne przed premierą telewizyjną.
8 marca 2022 HBO Go zostało wyłączone i zastąpione przez podobny serwis HBO Max, który następnie został przekształcony w latach 2023–2024 (w Polsce 11 czerwca 2024) w serwis Max.

## Dane techniczne HBO GO
- Minimalne wymagania - PC: dwurdzeniowy procesor 1,6 GHz, 512 MB RAM, łącze internetowe 2 Mb/s, Windows XP SP3, Vista SP2, 7 SP1 (Windows 8 nie jest obsługiwany), przeglądarka WWW - minimum IE 7, Firefox 2 lub Chrome 12, zainstalowana wtyczka Silverlight 5.
- Minimalne wymagania - urządzenia mobilne: procesor 1 GHz, 512 MB RAM, łącze internetowe 2 Mb/s, rozdzielczość ekranu 480 x 800 pikseli, system operacyjny: Android 2.x-8.x, Windows Phone 7.5+, Windows 10 Mobile lub iOS 5.1-11 (wykorzystując Apple AirPlay, można strumieniować filmy do AppleTV).
- Smart TV : Samsung Smart TV (Tizen OS) oraz wszystkie telewizory z Android TV (np. Sony, LG)